# Qualificazioni al campionato mondiale di calcio 1990 - CONMEBOL
Sono elencate di seguito le date e i risultati della zona sudamericana (CONMEBOL) per le qualificazioni al mondiale del 1990.

## Avvenimenti
L'ultima partita del gruppo C tra Brasile e Cile fu sospesa al 70º minuto, dopo che Roberto Rojas, portiere della Nazionale cilena, si accasciò a terra al 69º, in seguito alla caduta di un bengala lanciato dalle tribune e diretto nelle sue vicinanze; Rojas perde sangue dalla testa, e sostiene di non poter continuare l'incontro. L'arbitro, l'argentino Loustau, non si avvicina per verificare la situazione, e i cileni abbandonano il campo per protesta, su decisione del vice-capitano Fernando Astengo.
Il Brasile rischia pertanto la sconfitta a tavolino e l'esclusione d'ufficio dal Campionato mondiale 1990. Qualche giorno dopo viene pubblicata una foto del reporter Ricardo Alfieri, che mostra che il bengala è caduto dietro a Rojas, a una certa distanza dal portiere cileno; altre immagini dimostrano che Rojas, anziché allontanarsi dal fumo, vi si avvicina, e che inizia a sanguinare solo qualche decina di secondi dopo la caduta del fumogeno.
Una volta constatato che la ferita è larga pochi centimetri ed è provocata da un taglio netto di una lama, il Brasile protesta con la FIFA: viene così formata una apposita commissione (la Commissione Mosquera) con lo scopo d'indagare sugli avvenimenti dell'incontro del Maracanã. Rojas infine confessa che la ferita è autoinflitta: aveva nascosto una lametta nei guanti, e aveva aspettato il momento propizio (giacché sapeva che la partita sarebbe stata molto accesa, anche sugli spalti) per tagliarsi e simulare un colpo ricevuto da un oggetto lanciato dalle tribune. La FIFA squalificò a vita Rojas, e il Cile venne escluso dalle qualificazioni a Stati Uniti 1994; altre sanzioni vennero inflitte a Orlando Aravena e Fernando Astengo, nonché ad alcuni dirigenti cileni.

## Formula
10 membri FIFA: l'Argentina è qualificata di diritto come campione in carica. Quindi rimangono 9 squadre per 2,5 posti disponibili per la fase finale. Tre gruppi di qualificazione di tre squadre ciascuno, con scontri di andata e ritorno. Si qualificano le due migliori vincitrici dei gruppi, la peggiore vincitrice gioca lo spareggio contro la vincente dell'OFC.

## Gruppo A

### Classifica
| Pos. | Squadra | Pt | G | V | N | P | GF | GS | DR |
| ---- | ------- | -- | - | - | - | - | -- | -- | -- |
| 1.   | Uruguay | 6  | 4 | 3 | 0 | 1 | 7  | 2  | +5 |
| 2.   | Bolivia | 6  | 4 | 3 | 0 | 1 | 6  | 5  | +1 |
| 3.   | Perù    | 0  | 4 | 0 | 0 | 4 | 2  | 8  | -6 |

Legenda:

         Qualificato direttamente al campionato del mondo 1990.
Note:
Due punti a vittoria, uno a pareggio, zero a sconfitta.
Uruguay qualificato.

### Risultati
| Arbitro: | Pérez |

|                               |           |               |
| Melgar 45’ (rig.) Ramallo 53’ | Marcatori | 44’ Del Solar |

| Arbitro: | Espósito |

|  |           |                        |
|  | Marcatori | 47’ Sosa 68’ Alzamendi |

| Arbitro: | Vergara |

|                                  |           |          |
| Domínguez 38’ (aut.) A. Peña 47’ | Marcatori | 49’ Sosa |

| Arbitro: | Maciel |

|                 |           |                         |
| A. González 53’ | Marcatori | 45’ Montaño 77’ Sánchez |

| Arbitro: | Castro |

|                          |           |  |
| Sosa 31’ Francescoli 39’ | Marcatori |  |

| Arbitro: | Wright |

|               |           |  |
| Sosa 45+’ 58’ | Marcatori |  |

## Gruppo B

### Classifica
| Pos. | Squadra  | Pt | G | V | N | P | GF | GS | DR |
| ---- | -------- | -- | - | - | - | - | -- | -- | -- |
| 1.   | Colombia | 5  | 4 | 2 | 1 | 1 | 5  | 3  | +2 |
| 2.   | Paraguay | 4  | 4 | 2 | 0 | 2 | 6  | 7  | -1 |
| 3.   | Ecuador  | 3  | 4 | 1 | 1 | 2 | 4  | 5  | -1 |

Legenda:

         Qualificata al play-off interzona 1990 contro una squadra della federazione dell'Oceania (OFC).
Note:
Due punti a vittoria, uno a pareggio, zero a sconfitta.
Colombia accede allo spareggio intercontinentale contro la vincente dell'OFC.

### Risultati
| Arbitro: | Arppi Filho |

|                 |           |  |
| Iguarán 32’ 73’ | Marcatori |  |

| Arbitro: | Silva |

|                                    |           |             |
| Ferreira 59’ Chilavert 90+’ (rig.) | Marcatori | 80’ Iguarán |

| Guayaquil 3 settembre 1989 | Ecuador  | 0 – 0 referto | Colombia | Estadio Monumental Isidro Romero Carbo (55.000 spett.)\| Arbitro: \| Calabria \| |
| Arbitro:                   | Calabria |               |          |                                                                                  |

| Arbitro: | Ramírez |

|                          |           |            |
| Cabañas 37’ Ferreira 68’ | Marcatori | 84’ Avilés |

| Arbitro: | Cardellino |

|                           |           |             |
| Iguarán 56’ Hernández 67’ | Marcatori | 45’ Mendoza |

| Arbitro: | Coelho |

|                                      |           |           |
| Aguinaga 26’ Marsetti 72’ Avilés 82’ | Marcatori | 18’ Neffa |

## Gruppo C

### Classifica
| Pos. | Squadra   | Pt | G | V | N | P | GF | GS | DR  |
| ---- | --------- | -- | - | - | - | - | -- | -- | --- |
| 1.   | Brasile   | 7  | 4 | 3 | 1 | 0 | 13 | 1  | +12 |
| 2.   | Cile      | 5  | 4 | 2 | 1 | 1 | 9  | 4  | +5  |
| 3.   | Venezuela | 0  | 4 | 0 | 0 | 4 | 1  | 18 | -17 |

Legenda:

         Qualificato direttamente al campionato del mondo 1990.
Note:
Due punti a vittoria, uno a pareggio, zero a sconfitta.
Brasile qualificato.

### Risultati
| Arbitro: | Ortubé |

|  |           |                                      |
|  | Marcatori | 5’ Branco 67’ Romário 79’ 81’ Bebeto |

| Arbitro: | Montalván |

|               |           |                             |
| Fernández 59’ | Marcatori | 5’ 33’ Aravena 71’ Zamorano |

| Arbitro: | Díaz |

|           |           |                        |
| Basay 81’ | Marcatori | 56’ (aut.) H. González |

| Arbitro: | Filippi |

|                                                    |           |  |
| Careca 10’ 17’ 80’ 86’ Silas 37’ Acosta 39’ (aut.) | Marcatori |  |

| Arbitro: | Jacome |

|                                         |           |  |
| Letelier 14’ 34’ 69’ Yáñez 44’ Vera 84’ | Marcatori |  |

| Arbitro: | Loustau |

|            |           |  |
| Careca 49’ | Marcatori |  |

## Statistiche

### Primati
- Maggior numero di vittorie: Bolivia, Brasile, Uruguay (3)
- Minor numero di sconfitte: Brasile (0)
- Miglior attacco: Brasile (13 reti fatte)
- Miglior difesa: Brasile (1 rete subita)
- Miglior differenza reti: Brasile (+12)
- Maggior numero di pareggi: Brasile, Cile, Colombia, Ecuador (1)
- Minor numero di vittorie: Perù. Venezuela (0)
- Maggior numero di sconfitte: Perù, Venezuela (4)
- Peggiore attacco: Venezuela (1 rete fatta)
- Peggior difesa: Venezuela (18 reti subite)
- Peggior differenza reti: Venezuela (-17)
- Partita con più reti: Brasile-Venezuela 6-0

### Classifica marcatori
5 gol
- Careca
- Rubén Sosa

4 gol
- Arnoldo Iguarán

3 gol
- Juan Carlos Letelier

2 gol
- Bebeto
- Jorge Aravena
- Raúl Avilés
- Javier Ferreira

1 gol
- José Milton Melgar
- Tito Montaño
- Álvaro Peña
- William Ramallo
- Erwin Sánchez
- Branco
- Romário
- Silas

1 gol (cont.)
- Ivo Basay
- Patricio Yáñez
- Jaime Vera
- Iván Zamorano
- Rubén Darío Hernández
- Álex Aguinaga
- Pietro Marsetti
- Roberto Cabañas
- José Luis Chilavert
- Alfredo Mendoza
- Gustavo Neffa
- José Del Solar
- Andrés González
- Antonio Alzamendi
- Enzo Francescoli
- Ildemaro Fernández

Autogol
- Hugo González (pro Brasile)
- Alfonso Domínguez (pro Bolivia)
- Pedro Acosta (pro Brasile)